# Coupe de France de rugby à XIII 1934-1935
Navigation
Édition suivante
La Coupe de France de rugby à XIII 1935  est organisée durant la saison 1934-1935. La compétition à élimination directe met aux prises huit clubs français occupant alors les huit meilleurs places du Championnat de France 1935. L'édition est remportée par l'U.S. Lyon-Villeurbanne. Ainsi Côte basque XIII et le S.O. biterrois, forfaits, ne prennent pas part à cette édition.

## Tableau final
|  | Quarts de finale 10 mars 1935 | Quarts de finale 10 mars 1935 |                        |    | Demi-finales                | Demi-finales                |  |  | Finale 5 mai 1935               | Finale 5 mai 1935               |
|  | Quarts de finale 10 mars 1935 | Quarts de finale 10 mars 1935 |                        |    | Demi-finales                | Demi-finales                |  |  | Finale 5 mai 1935               | Finale 5 mai 1935               |
|  |                               |                               |                        |    |                             |                             |  |  |                                 |                                 |
|  | à Lyon                        | à Lyon                        |                        |    | le 14 avril 1935 à Bordeaux | le 14 avril 1935 à Bordeaux |  |  | Stade Jacques-Thomas à Toulouse | Stade Jacques-Thomas à Toulouse |
|  | à Lyon                        | à Lyon                        |                        |    | le 14 avril 1935 à Bordeaux | le 14 avril 1935 à Bordeaux |  |  | Stade Jacques-Thomas à Toulouse | Stade Jacques-Thomas à Toulouse |
|  | U.S. Lyon-Villeurbanne        | 13                            |                        |    | le 14 avril 1935 à Bordeaux | le 14 avril 1935 à Bordeaux |  |  | Stade Jacques-Thomas à Toulouse | Stade Jacques-Thomas à Toulouse |
|  | U.S. Lyon-Villeurbanne        | 13                            |                        |    | le 14 avril 1935 à Bordeaux | le 14 avril 1935 à Bordeaux |  |  | Stade Jacques-Thomas à Toulouse | Stade Jacques-Thomas à Toulouse |
|  | R.C. Roanne                   | 0                             |                        |    | le 14 avril 1935 à Bordeaux | le 14 avril 1935 à Bordeaux |  |  | Stade Jacques-Thomas à Toulouse | Stade Jacques-Thomas à Toulouse |
|  | R.C. Roanne                   | 0                             | U.S. Lyon-Villeurbanne | 14 |                             |                             |  |  | Stade Jacques-Thomas à Toulouse | Stade Jacques-Thomas à Toulouse |
|  | à Toulouse                    |                               | U.S. Lyon-Villeurbanne | 14 |                             |                             |  |  | Stade Jacques-Thomas à Toulouse | Stade Jacques-Thomas à Toulouse |
|  |                               | S.A. Villeneuvois             | 13                     |    |                             |                             |  |  | Stade Jacques-Thomas à Toulouse | Stade Jacques-Thomas à Toulouse |
|  | S.A. Villeneuvois             | S.A. Villeneuvois             | 13                     | 19 |                             |                             |  |  | Stade Jacques-Thomas à Toulouse | Stade Jacques-Thomas à Toulouse |
|  | S.A. Villeneuvois             |                               |                        | 19 |                             |                             |  |  | Stade Jacques-Thomas à Toulouse | Stade Jacques-Thomas à Toulouse |
|  | Bordeaux XIII                 | 7                             |                        |    |                             |                             |  |  | Stade Jacques-Thomas à Toulouse | Stade Jacques-Thomas à Toulouse |
|  | Bordeaux XIII                 | 7                             | U.S. Lyon-Villeurbanne | 22 |                             |                             |  |  |                                 |                                 |
|  |                               |                               | U.S. Lyon-Villeurbanne | 22 |                             |                             |  |  |                                 |                                 |
|  |                               | XIII Catalan                  | 7                      |    |                             |                             |  |  |                                 |                                 |
|  | XIII Catalan                  | XIII Catalan                  | 7                      | 18 |                             |                             |  |  |                                 |                                 |
|  | XIII Catalan                  | le 21 avril 1935 à Toulouse   |                        | 18 |                             |                             |  |  |                                 |                                 |
|  | R.C. Albigeois                | 8                             |                        |    |                             |                             |  |  |                                 |                                 |
|  | R.C. Albigeois                | 8                             | XIII Catalan           | 22 |                             |                             |  |  |                                 |                                 |
|  | à Bordeaux                    |                               | XIII Catalan           | 22 |                             |                             |  |  |                                 |                                 |
|  |                               | Paris XIII                    | 15                     |    |                             |                             |  |  |                                 |                                 |
|  | Paris XIII                    | Paris XIII                    | 15                     | 7  |                             |                             |  |  |                                 |                                 |
|  | Paris XIII                    |                               |                        | 7  |                             |                             |  |  |                                 |                                 |
|  | Pau XIII                      | 3                             |                        |    |                             |                             |  |  |                                 |                                 |
|  | Pau XIII                      | 3                             |                        |    |                             |                             |  |  |                                 |                                 |

## Finale - 5 mai 1935

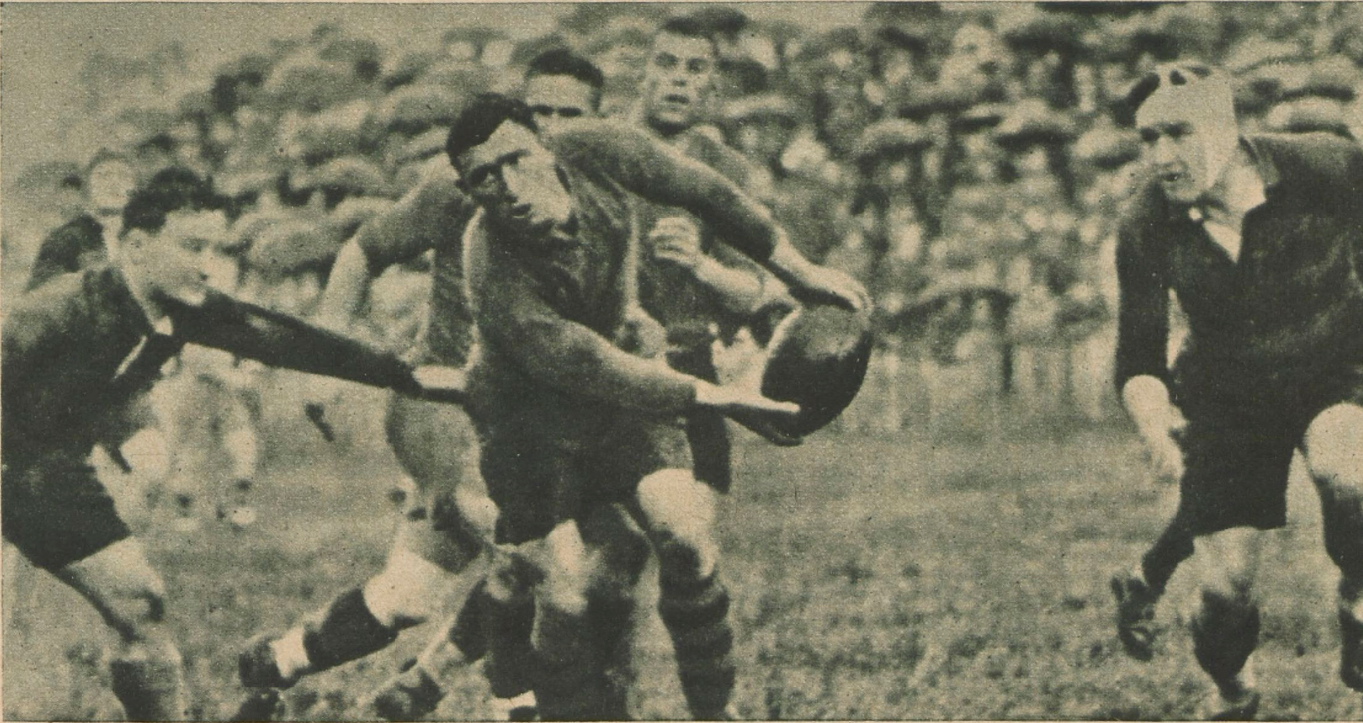
Ouverture du joueur perpignanais Martin Serre, à droite Joseph Griffard.

(mt : 7 - 7)
Points marqués :
- Lyon-Villeurbanne : 4 essais de Mathon, Lambert, Samatan et Barnoud ; 4  transformations de Barnoud ; 1 drop de Marty.
- XIII Catalan : 1 essai d'Azaïs (15e) ; 1 pénalité de Noguères ; 1 drop de Ramis (5e).

Arbitre : M. Dupouy (Bordeaux)
Spectateurs : 4 000
Evolution du score : 0-2, 0-5, 0-7, 5-7, 7-7 (m.t.), 12-7, 17-7, 22-7.
Composition des équipes :
- Lyon-Villeurbanne : Henri Marty - Laurent Lambert, Antonin Barbazanges, René Barnoud, Gaston Amila - Robert Samatan (o), Charles Mathon (m) - Lucien Lafond, Auguste Anglades, Joseph Perrin, Joseph Griffard, Paul Piany, Gustave Genevet
- XIII Catalan : Jean Cassagneau - Aimé Bardes, François Noguères, Roger Ramis, Jean Azaïs - Martin Serre (o), Philippe Ascola (m) - Georges Fondvielle, François Forma, Louis Sayrou, André Bruzy, Octave Triquéra, Gilbert Ponramon - Entraîneur : Roger Ramis

La rencontre se déroule dans des conditions atmosphériques déplorables avec un déluge de pluie devant un public très nombreux. Sous ce déluge, Perpignan multiplie les attaques et ouvre le score par un drop de Roger Ramis à la 5e minute. Installé dans le camp adverse, Perpignan redouble d'efforts et marque un essai par Azaïs après un débordement sur le Lyonnais Laurent Lambert suivi d'une pénalité de François Noguères pour mener 7-0. C'est à ce moment précis que Lyon par l'intermédiaire de Robert Samatan charge la révolte dans un sprint de 50 mètres qui avec un relais avec Barnoud transmet à Charles Mathon qui inscrit le premier essai lyonnais suivi d'un drop de Marty ramenant les équipes à égalité 7-7. 
À la reprise de la seconde période, Lyon prend la partie en main et profite des défaillances catalanes pour lancer des attaques et contre-attaques qui mettent en valeur ses joueurs offensifs. De plus, Perpignan voit Noguères et Aimé Bardes se blessaient laissant des espaces dans leur défense. Il n'en faut pas plus pour que Lyon convertisse ses attaques en essais inscrits par Laurent Lambert, Samatan et Barnoud  et de conclure le score de cette finale à 22-7.
Cela permet à Lyon de soulever la première Coupe de France de l'histoire avec un trophée offert par Lord Derby et affronte la semaine suivante le 12 mai 1935 le vainqueur de la Coupe d'Angleterre Castleford que ce dernier remporte 24-21 au stade Buffalo.